# Lewis Morris

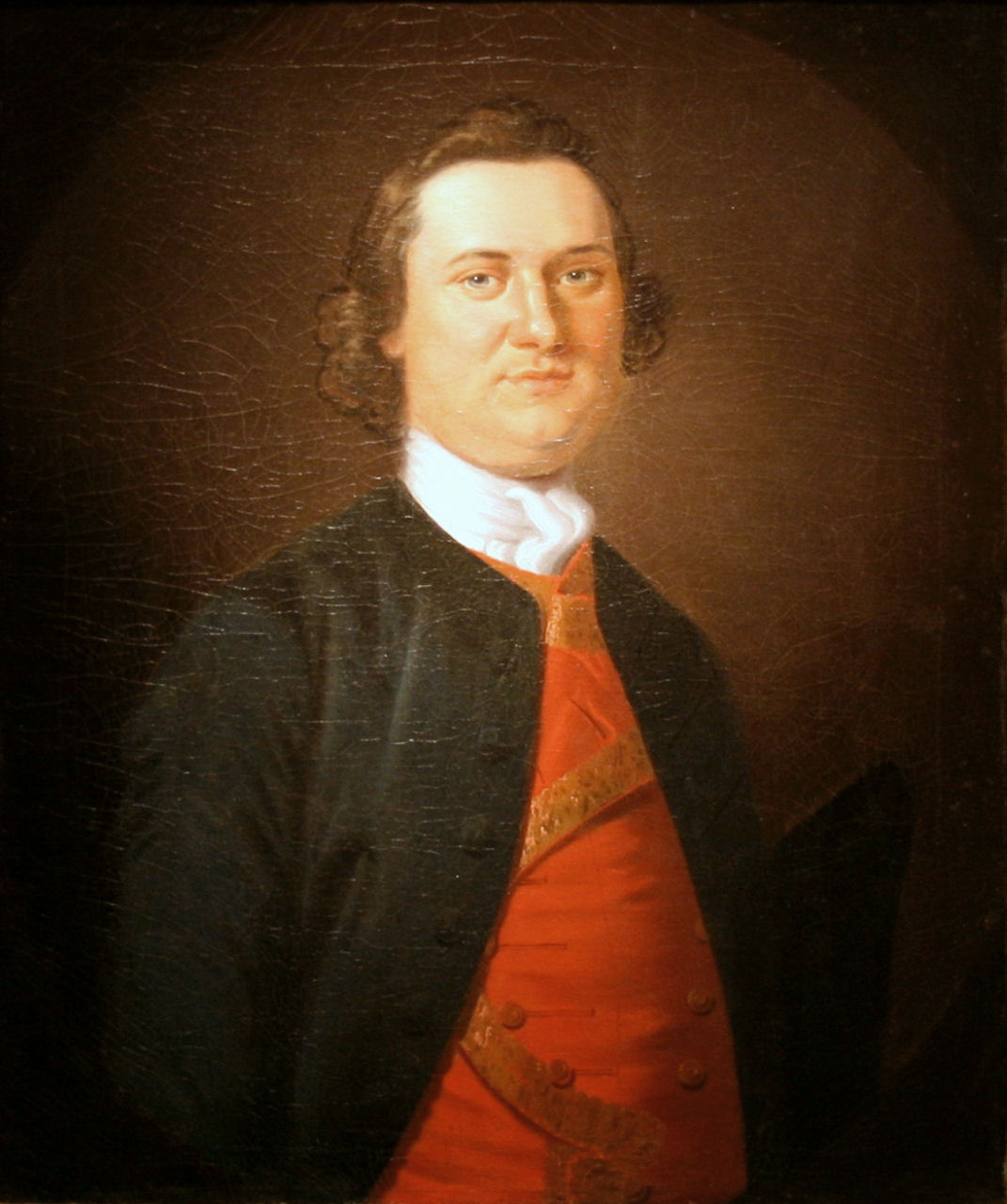
Lewis Morris (um 1750)

Lewis Morris (* 8. April 1726 in Morrisania, Bronx, Provinz New York, Kolonie des Königreichs Großbritannien, heute USA; † 22. Januar 1798 in Morrisania, Bronx, New York, USA) war ein britisch-US-amerikanischer Landbesitzer und ist als Unterzeichner der Unabhängigkeitserklärung der USA einer der Gründerväter der USA.
Lewis Morris trug den gleichen Namen wie sein Großvater und sein Vater und wurde auf dem Familienlandsitz Morrisania geboren. Der Geburtsname seiner Mutter lautete Katrintje Staats. Sein Urgroßvater Robert Morris († 1672) war über Barbados nach New York eingewandert, nachdem er in Oliver Cromwells Armee im Englischen Bürgerkrieg von 1648 gedient hatte. Er kaufte den ersten Teil Land in der Bronx, das die Grundlage für den Landsitz Morrisania wurde. Lewis Morris gleichnamiger Großvater Lewis Morris (1671–1746) erweiterte den Landsitz und baute ihn aus. Lewis besuchte die Yale University und graduierte 1746. Als sein Vater 1762 starb, erbte er den größten Teil des Landsitzes. Sein Sohn Lewis (1753–1824) war von 1794 bis 1796 Vizegouverneur des Staates South Carolina.
Da er ein prominenter Landbesitzer im kolonialen New York war, wurde Morris 1760 zum Richter des Admiralitätsgerichtshofes der Provinz New York ernannt. Als die Amerikanische Unabhängigkeitsbewegung aufkam, gab er 1774 sein Amt auf. 1769 wurde er in den Kolonialen Rat gewählt. Als der Amerikanische Unabhängigkeitskrieg ausbrach, war er von 1775 bis 1777 Mitglied der New Yorker Convention (Regierung der Unabhängigkeitsbewegung). Diese wiederum entsandte Morris für genau diesen Zeitraum in den Kontinentalkongress. Im Kongress war er ein aktiver Unterstützer der Unabhängigkeit und unterzeichnete 1776 die Unabhängigkeitserklärung. Als sein Bruder, der britische General Staats Long Morris, ihn vor den Konsequenzen warnte, die auf die Unterzeichnung dieses aufrührerischen Dokumentes folgen würden, soll Morris gesagt haben: „Verdammt seien die Konsequenzen. Gib mir den Stift.“ („Damn the consequences. Give me the pen.“)
Morris kehrte 1777 nach New York zurück und arbeitete in der neuen Staatsregierung und deren Senat von 1778 bis 1781 und wieder von 1783 bis 1790. Sein jüngerer Halbbruder Gouverneur Morris wurde zu Ehren dieses Amtes benannt. Als sich die New Yorker Convention 1788 traf, um die Verfassung der Vereinigten Staaten zu ratifizieren, war er einer der Delegierten.
Morris musste den Familienlandsitz nach dem Amerikanischen Unabhängigkeitskrieg wieder aufbauen, nachdem er von den Briten geplündert und niedergebrannt worden war, als sie New York besetzt hielten. Immer aktiv in der Gemeinschaft, war er von 1784 bis 1798 Mitglied des ersten Verwaltungsrates der New York University.
Er starb auf seinem Familiensitz und ist in der Familiengruft unter der St. Anne’s Episcopal Church in der Bronx begraben.